# عزلة بني الحارث (البيضاء)

تعديل مصدري - تعديل

عزلة بني الحارث هي إحدى عزل مديرية بني الحارث في محافظة البيضاء اليمنية ويبلغ تعداد سكانها 143678 نسمة حسب التعداد السكاني في اليمن لعام 2004.